# Trasporti in Slovacchia
Questa voce raccoglie le principali tipologie di trasporti in Slovacchia.

## Trasporti su rotaia

### Rete ferroviaria
In totale: 3662 km di linee ferroviarie pubbliche (dati 2005).
- scartamento allargato (1534 mm): 100 km
- scartamento normale (1435 mm): 3512 km, 1588 dei quali elettrificati.
- scartamento ridotto: 50 km (45 da 1000 mm e 5 da 750 mm).

### Reti tranviarie
Il servizio tranviario, a trazione elettrica, è presente a Bratislava (operatore DPB as) dal 1895, a Košice (DPMK) dal 1914 ed a Trenčianske Teplice dal 1909.

## Trasporti su strada

### Rete stradale
Secondo l'Istituto statistico della Repubblica Slovacca la rete stradale del Paese, alla fine del 2022, comprendeva:
- 545 km di autostrade (diaľnice)
- 317 km di superstrade (rýchlostné cesty)
- 3 337 km di strade di prima classe (cesty I. tryy)
- 3 625 km di strade di seconda classe (cesty II. tryy)
- 10 334 km strade terza classe (cesty III. tryy)
- 40 857 km di strade locali (miestne komunikácie)

La manutenzione è suddivisa in più livelli: le autostrade, le superstrade e alcune strade di prima classe sono gestite dalla società per azioni statale Národná diaľničná spoločnosť (Società nazionale delle autostrade); la maggior parte delle strade di prima classe, ad eccezione di quelle di Bratislava, dalla Slovenská správa ciest (Amministrazione stradale slovacca), le strade di seconda e terza classe dalle regioni, ad eccezione di Bratislava e Košice. Gli operatori privati sono attualmente Via Pribina, che gestisce parti della superstrada R1, e il consorzio Zero Bypass Limited, che gestisce parti dell'autostrada D4 e della superstrada R7 nell'area metropolitana di Bratislava.

#### Autostrade e superstrade

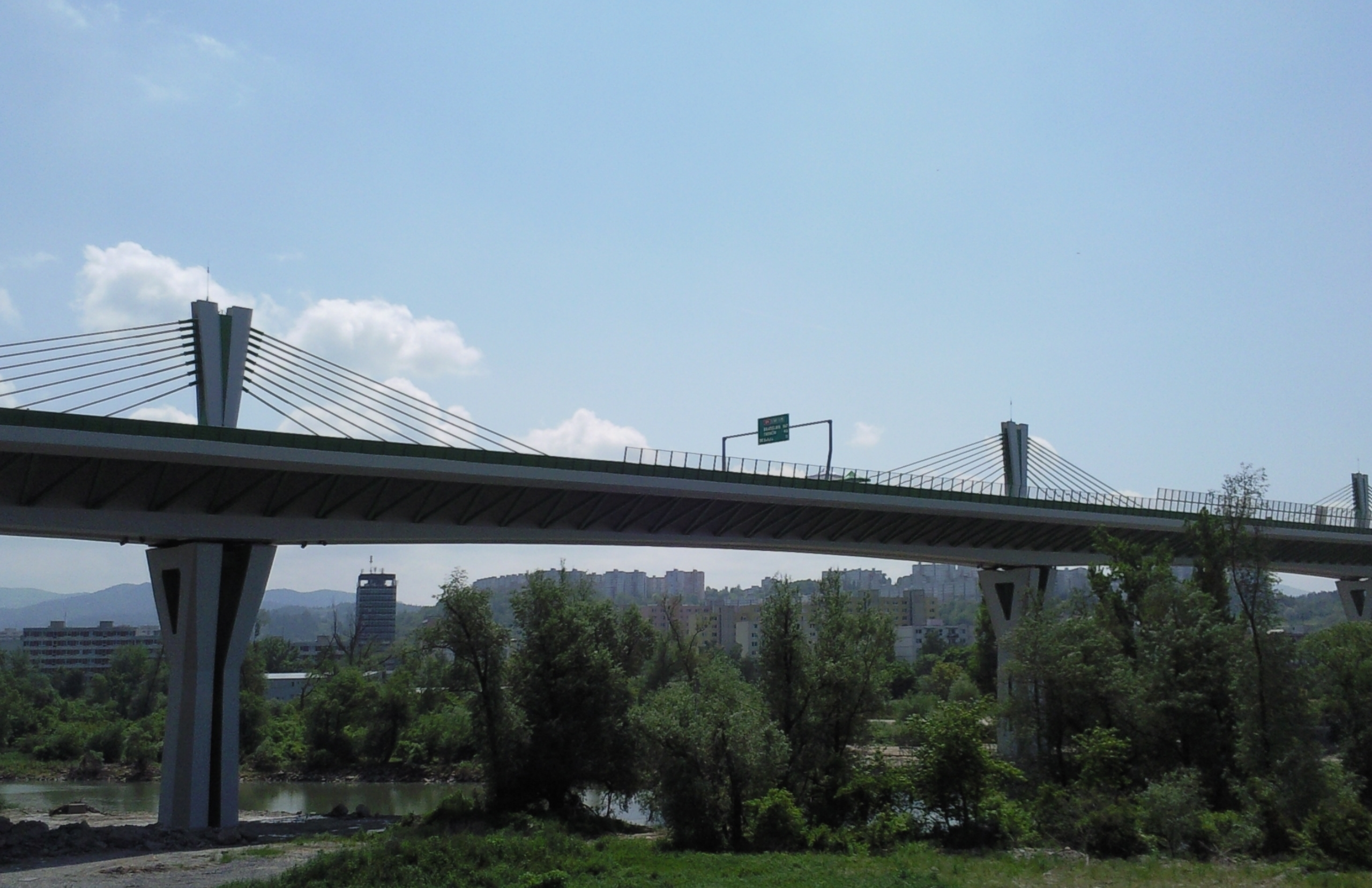
Viadotto dell'autostrada D1 a Považská Bystrica

La rete autostradale slovacca è piuttosto sviluppata e comprende 4 collegamenti:
- l'autostrada D1 da Bratislava al confine ucraino, via Žilina e Košice;
- l'autostrada D2 dal confine ceco a quello con l'Ungheria, via Bratislava. L'itinerario è la diretta continuazione dell'omonima autostrada D2 ceca;
- l'autostrada D3 da Žilina al confine polacco
- l'autostrada D4, tangenziale di Bratislava

La rete autostradale è integrata dalla rete di superstrade. Sebbene siano previsti otto collegamenti, solo la superstrada R1, che collega Trnava e Banská Bystrica, è collegata a livello sovraregionale, mentre le altre superstrade vedono percorsi più brevi e non collegati fra loro.
Per l'utilizzo di autostrade e superstrade si applicano delle tariffe. Per le auto fino a 3,5 tonnellate (motociclette escluse) e i camper è necessaria la vignetta. Dal 1º gennaio 2016 le vignette sono disponibili solo in formato elettronico (e-známka). A camion e autobus si applica un pedaggio elettronico basato sul percorso (e-mýto) che copre alcune strade di prima classe oltre ad autostrade e superstrade.

### Reti filoviarie
I bifilari sono presenti non solo a Bratislava (DPB as) ininterrottamente dal 1941, capitale della Slovacchia, ma anche a Prešov (DPMP) dal 1962, a Košice (DPMK) dal 1993 ed a Žilina (DPMZ) dal 1994.

### Autolinee
Il trasporto pubblico in autobus in Slovacchia è fornito principalmente da 18 compagnie di autobus emerse dalla divisione e privatizzazione della compagnia statale di autobus Slovenská autobusová doprava (SAD). Ad eccezione di Bratislava, Košice, Prešov, Žilina e Martin, queste società gestiscono anche sistemi di trasporto pubblico locale nelle città del Paese. Nel 2018 sono stati trasportati 242,73 milioni di passeggeri sulle linee di autobus pubblici (esclusi i trasporti locali).

## Idrovie
Esistono 172 km di acque perennemente navigabili sul Danubio.

## Porti e scali
- Bratislava
- Komárno

## Trasporti aerei

### Aeroporti
In totale: 36 (dati 2006)
a) con piste di rullaggio pavimentate: 18
- oltre 3047 m: 2
- da 2438 a 3047 m: 2
- da 1524 a 2437 m: 3
- da 914 a 1523 m: 3
- sotto 914 m: 8

b) con piste di rullaggio non lastricate: 18.
- oltre 3047 m: 0
- da 2438 a 3047 m: 1
- da 1524 a 2437 m: 0
- da 914 a 1523 m: 9
- sotto 914 m: 8